# Une indigestion
Une indigestion, venut als Estats Units com a Up-to-Date Surgery i al Regne Unit com a Sure Cure for Indigestion, i també conegut com Chirurgie fin de siècle, és un curtmetratge mut de Georges Méliès de 1902.

## Producció
Une indigestion recorda fortament, i probablement es va inspirar en, "Le Charlatan Fin de Siècle", una il·lusió escènica de 1892 al local de Méliès a París, el Théâtre Robert-Houdin. La il·lusió escènica era un esbós còmic en què un pacient anglès, John Patt de Cok, visita el cèlebre curandero Giuseppe Barbenmacaroni. Es produeixen grotesques desventures, que culminen amb l'explosió del pacient en trossos (tot i que el seu cap es manté viu i sa). La il·lusió escènica també recorda almenys altres dues pel·lícules de Méliès, Le Malade hydrophobe (1900) i Hydrothérapie fantastique (1909).
Méliès apareix a la pel·lícula com el metge amb la serra. A partir d'aquesta pel·lícula, Méliès va rodar dos negatiu de càmera originals separats per a cadascuna de les seves pel·lícules: una per al mercat nacional i una altra per a l'exportació estrangera.

## Temes
La pel·lícula combina dos temes recurrents en l'obra de Méliès: les paròdies de la ciència mèdica i les parts del cos separades dels seus cossos. Aquest últim va ser un tema habitual per a les pel·lícules de trucs dels primers anys del cinema, com ara Explosion of a Motor Car (1900) de Cecil Hepworth i Chirurgie fin de siècle (1901) d'Alice Guy.
L'estudiós cinematogràfic Tom Gunning, que planteja que el tema de les parts del cos separades "deriva en última instància del xamanisme", comenta que "Cirurgia actualitzada" es podria veure com una seqüela de la pel·lícula fita de James Williamson The Big Swallow (1901); tots dos estan preocupats per l'"espai interior misteriós" del cos.

## Estrena
La pel·lícula va ser venuda per la Star Film Company de Méliès i està numerada del 422 al 425 als seus catàlegs. Els títols coneguts més antics en anglès són Up-to-Date Surgery (al mercat dels EUA) i Sure Cure for Indigestion (al Regne Unit); el títol Chirurgie fin de siècle també ha estat utilitzat pels escriptors que discuteixen la pel·lícula. La Lubin Manufacturing Company va tornar a estrenar la pel·lícula als Estats Units sota el títol Dr. Lorenz Outdone (Adolf Lorenz va ser un cirurgià famós de l'època), descrivint el personatge del doctor com "Dr. Lorenz No. 2".
Una impressió de la pel·lícula sobreviu al George Eastman House.